# Icreach
Icreach è un motore di ricerca per i dipendenti dell'Agenzia per la Sicurezza nazionale americana (Nsa) che avrebbe accesso a 850 miliardi di metadati ricavati da 30 diversi tipi di servizi (numeri di telefono di rete fissa e mobile, email, chat, messaggi di testo, le posizioni raccolte da telefoni cellulari,...) registrati nel mondo.

## Storia
Da quanto rivelato il 25 agosto 2014 dal sito "The Intercept" di Glenn Greenwald, poi riportato da varie agenzie e siti internazionali, sulla scorta di documenti acquisiti da Edward Snowden, esisterebbe da tempo (2007) un motore di ricerca, di nome Icreach, principali fruitori l'FBI e la DEA, per cui gli analisti (pare oltre 1.000 di 23 agenzie governative di intelligence statunitensi differenti) sarebbero in grado di gestire 850 miliardi di metadati registrati nel mondo, monitorando anche l'attività di dati sensibili come le informazioni su email e sms, raccolte per conto del Nsa.

Icreach faceva parte di un piano più ampio chiamato "GlobalReach", grazie alla cosiddetta "Five Eyes surveillance alliance" (Alleanza di sorveglianza dei Cinque Occhi), cioè le intelligence degli Stati Uniti, Regno Unito (con la GCHQ), Australia (con la ASD), Canada (con la CSEC) e Nuova Zelanda (con la GCSB).

## Caratteristiche
Secondo "The Intercept", il motore di ricerca si presenterebbe ai dipendenti dell'Agenzia Nsa come una piattaforma simile a quella di Google. 

Attraverso l'email e il numero di telefono di un indagato è possibile conoscere, fra l'altro, la lista delle telefonate che sono state effettuate e ricevute a partire dal numero ricercato, grazie a programmi di sorveglianza dell'Nsa presenti all'estero, anche se le informazioni raccolte coinvolgono cittadini americani.

## Precedenti
Sulla scia dei fatti dell'11 settembre 2001, il 16 dicembre 2005 il New York Times scopriva il primo dei programmi di sorveglianza della Nsa classificato sotto l'etichetta di "segreto di stato", ma coerente ai dettami del presidente Ronald Reagan dopo il varo dell'"Executive Order 12333" del 4 dicembre 1981, disposizione che fin da allora consentiva di memorizzare sia i metadati che il loro contenuto - secondo i critici - non soggetti ad alcun controllo giurisdizionale.
L'11 maggio 2006 per la prima volta l'USA Today svelò come l'Agenzia per la Sicurezza Nazionale stesse da tempo archiviando dati sulle telefonate di milioni di statunitensi clienti di AT&T, Verizon e BellSouth.
Il 6 giugno 2013, il Guardian ribadiva che l'operatore mobile Verizon forniva dati sulle conversazioni telefoniche dei suoi abbonati alla Nsa.
Nel giugno del 2013 scoppia il caso Datagate: oltre al monitoraggio del traffico telefonico si scopre che la National Security Agency, con Prism, riusciva a carpire un'enorme quantità di dati e informazioni scambiate online, attraverso l'accesso ai server delle più grandi aziende del Web come Apple, Facebook, Skype, Yahoo!, Google, Microsoft e AOL.
Il 30 ottobre 2013 è la volta del Washington Post che riferisce di un nuovo programma di controllo della Nsa, denominato Muscular, per attingere alle informazioni degli utenti del Web scrutando i collegamenti tra i datacenter di aziende come Google e Yahoo!, senza che queste ne siano consapevoli, in collaborazione con l'intelligence britannica GCHQ.